# Bon Scott
Ronald Belford Scott (Forfar, 1946. július 9. – London, 1980. február 19.) ismertebb nevén Bon Scott, skót születésű ausztrál zenész. Az AC/DC nevű együttes énekeseként és szövegírójaként vált világhírűvé. A skóciai Forfarban született, majd 1952-ben a családjával Ausztráliába vándorolt.
Scott 1964-ben megalapította első zenekarát, a The Spektorst, amiben dobos és alkalmi énekes volt. Scott sok előadóval dolgozott (Pl. The Valentines és a Fraternity) mielőtt Dave Evans helyére nem került az AC/DC-nél, 1974-ben
Az AC/DC népszerűsége először csak Ausztráliában volt jelentős, azonban Highway to Hell nevű albumukkal egy csapásra világsztárrá váltak. Scott a világsztár státuszt rövid ideig élvezhette, 1980. február 19-én holtan találták egy autóban. Az AC/DC a feloszlás szélére került, de nagy nehezen sikerült újra talpraállni és folytatni a diadalmenetet a Back in Blackkel, és Brian Johnsonnal. Az új lemez Scott tiszteletére készült, és a világ harmadik legjobban fogyó lemeze lett.
A Hit Parader Minden idők 100 legjobb heavy metal énekese  listáján az ötödik helyen végzett, valamint a Classic Rock magazin minden idők legjobb frontemberének választotta Freddie Mercury-t és Robert Plantet megelőzve.

## Életút
1970-re már mind énekesként, mind dobosként elért apróbb sikereket különböző rock és R&B együttesekben. A 70-es évek elején a Fraternity nevű zenekara pedig elindult a hírnév útján. 1973-ban, miután visszatértek angliai turnéjukról Adelaide városába, Scott súlyos motorbalesetet szenvedett. A Fraternity nélküle folytatta tovább a zenélést, de a későbbiekben nem értek el akkora sikereket, mint Scott következő együttese.
A következő évben részmunkaidős sofőrként kereste a kenyerét Sydneyben, és ekkor találkozott először az AC/DC tagjaival. A csapatot egy testvérpár vezette, mégpedig Angus és Malcolm Young, akiknek idősebb bátyja, George Young, Scott barátja volt (még az EasyBeats zenekarból ismerték egymást). Scott-ot lenyűgözte az AC/DC zenéjéből fakadó energia, de a bandatagok is el voltak ragadtatva a frontembertől. Amikor Dave Evans pár hónappal később elhagyta a csapatot, hogy új zenekart alapítson, a megmaradt tagok azonnal tudták, hogy kit kell hívni a megüresedett posztra. Így lett 1974 végén Bon Scott az AC/DC énekese.
Scottról köztudott volt, hogy súlyos alkohol-problémával küzdött, később ez lett a veszte is – London déli részén, egy barátja háza mellett parkoló autójában találták meg a holttestét. A nemzetközi sajtó akkor világgá kürtölte, hogy drog-túladagolásban halt meg, mások szerint a saját hányásába fulladt bele, a hivatalos orvosi vélemény szerint azonban akut alkoholmérgezésben hunyt el.
Ausztráliában temették el, Fremantle város temetőjének Emlékkertjében. A Tankcsapda és a Pokolgép együttes Bon Scott emlékére írt egy-egy számot.

## Diszkográfia

### The Spektors (1966)
- Bon Scott with The Spectors (1966, újrakiadás 1992)
- The Legendary Bon Scott with The Spectors and The Valentines (1999) - válogatás

### The Valentines (1967–1970)
- Bon Scott with The Valentines - The Early Years (1988) - válogatás
- Bon Scott: The Early Years 1967-72 (1988) - válogatás
- The Legendary Bon Scott with The Spectors and The Valentines (1999) - válogatás

### Fraternity (1971–1973)
- Live Stock (1971)
- Flaming Galah (1972)
- Bon Scott: The Early Years 1967-72 (1988) - válogatás
- Bon Scott & Fraternity: Complete Sessions 1971–1972 (1988) - válogatás

### AC/DC (1974–1980)
- T.N.T. (1975)
- High Voltage (1976)
- Dirty Deeds Done Dirt Cheap (1976)
- Let There Be Rock (1977)
- Powerage (1978)
- If You Want Blood (1978) - koncertalbum
- Highway to Hell (1979)